# Kaarnevaara

Kaarnevaara är en ort i Pajala kommun, Norrbottens län. I juni 2016 fanns det enligt Ratsit 11 personer registrerade med Kaarnevaara som adress. Riksdagsledamoten Birger Lahti kommer från Kaarnevaara.